# Aneilema benadirense
Aneilema benadirense är en himmelsblomsväxtart som beskrevs av Emilio Chiovenda. Aneilema benadirense ingår i släktet Aneilema och familjen himmelsblomsväxter. Inga underarter finns listade.